# Ruishton
Ruishton es una localidad situada en el condado de Somerset, en Inglaterra (Reino Unido), con una población en 2016 de 1484 habitantes.
Se encuentra ubicada en la península del Suroeste, al sur de la ciudad de Bristol y del canal de Bristol.

## Lugares de interés
- Iglesia de San Jorge: En 1861, la parroquia se extendía a 1004 acres, y gran parte del terreno se dedicaba al cultivo de trigo y cebada.[2]